# Ridgely (Missouri)
Ridgely és una població dels Estats Units a l'estat de Missouri. Segons el cens del 2000 tenia 64 habitants.

## Demografia
Segons el cens del 2000, Ridgely tenia 64 habitants, 23 habitatges, i 14 famílies. La densitat de població era de 23,3 habitants per km².
Dels 23 habitatges en un 34,8% hi vivien nens de menys de 18 anys, en un 56,5% hi vivien parelles casades, en un 8,7% dones solteres, i en un 34,8% no eren unitats familiars. En el 26,1% dels habitatges hi vivien persones soles el 4,3% de les quals corresponia a persones de 65 anys o més que vivien soles. El nombre mitjà de persones vivint en cada habitatge era de 2,78 i el nombre mitjà de persones que vivien en cada família era de 3,47.
Per edats la població es repartia de la següent manera: un 29,7% tenia menys de 18 anys, un 3,1% entre 18 i 24, un 32,8% entre 25 i 44, un 20,3% de 45 a 60 i un 14,1% 65 anys o més.
L'edat mediana era de 35 anys. Per cada 100 dones de 18 o més anys hi havia 87,5 homes.
La renda mediana per habitatge era de 29.000 $ i la renda mediana per família de 29.500 $. Els homes tenien una renda mediana de 59.167 $ mentre que les dones 21.667 $. La renda per capita de la població era de 14.017 $. Cap de les famílies estaven per davall del llindar de pobresa.

## Poblacions més properes
El següent diagrama mostra les poblacions més properes.